# Kugelberg (Uplengen)
Der Kugelberg ist mit seinen 18,6 m ü. NHN die höchste Erhebung auf dem ostfriesischen Festland.
Der Hügel befindet sich im Naturschutzgebiet Hollsand, in der ostfriesischen Gemeinde Uplengen im Landkreis Leer zwischen den Dörfern Neudorf, Großoldendorf und Neufirrel und nordwestlich von Remels.
Der Hügel ist mit Sträuchern, Heide und Gräsern bewachsen.

## Geschichte
In den 1950er Jahren litt der Kugelberg unter den vielen Besuchern.
Im Winter wurde er als Rodelbahn genutzt und zu Ostern ließ man die letzten Ostereier den Hügel hinunterrollen.
In den 1970er Jahren kaufte der Landkreis Leer die ersten Flächen in der Nähe des Hügels.